# Conus fusellinus
Conus fusellinus é uma espécie fóssil de caracol marinho, um molusco gastrópode marinho da família Conidae, os caracóis cônicos, conchas cônicas ou cones.

## Distribuição
Esta espécie marinha de caracol-cone ocorre como fóssil no Mioceno da Nova Zelândia .